# 1883 en arts plastiques
| Années des arts plastiques : 1880 - 1881 - 1882 - 1883 - 1884 - 1885 - 1886    |
| Décennies des arts plastiques : 1850 - 1860 - 1870 - 1880 - 1890 - 1900 - 1910 |

Cette page concerne l'année 1883 en arts plastiques.

## Événements
- 25 octobre : Naissance de l'association de peintres Als ik Kan (« Comme je peux ») à Anvers,
- 28 octobre : Création à Bruxelles du Groupe des XX, mouvement artistique principalement belge.

## Œuvres

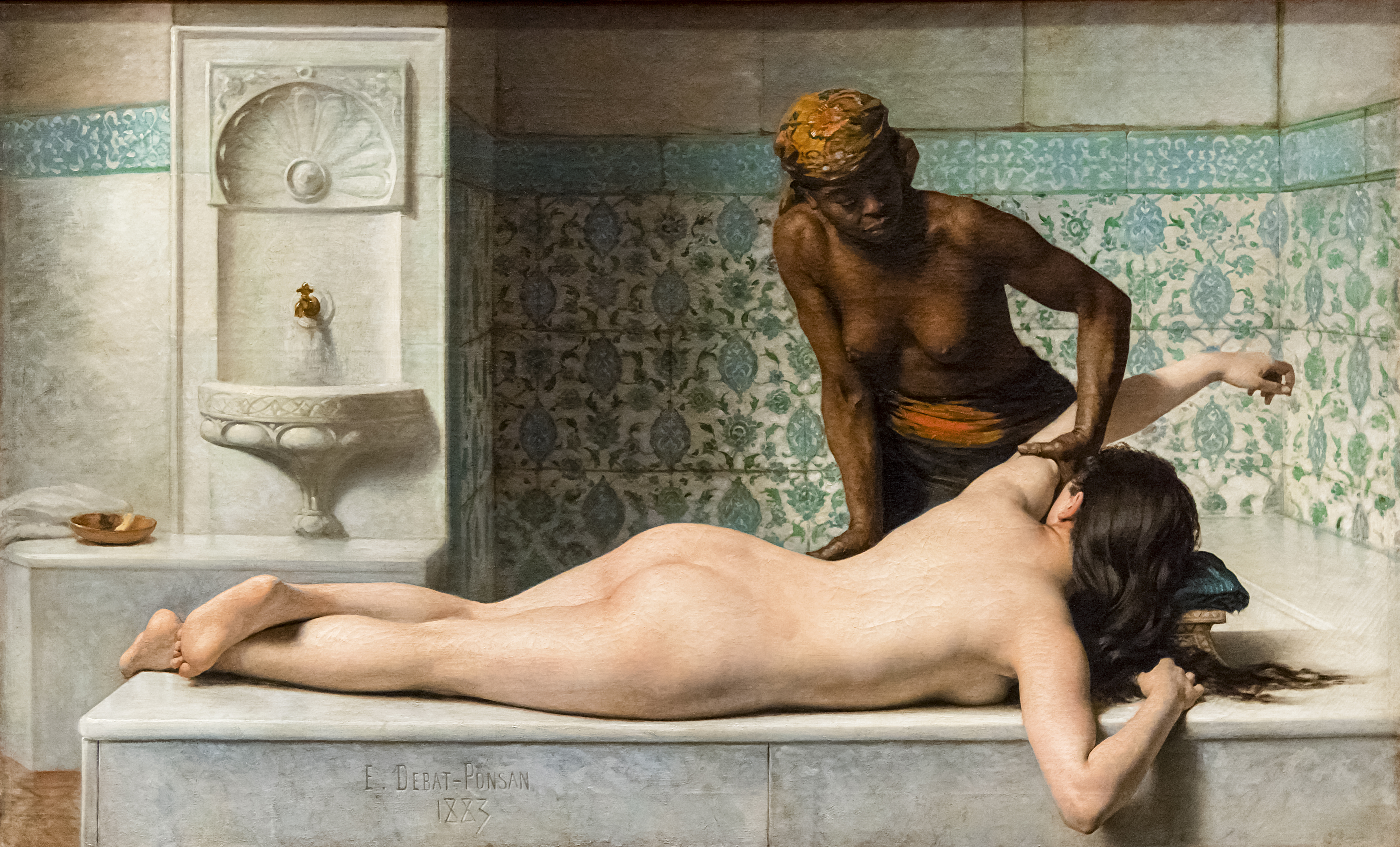
Édouard Debat-Ponsan. Le Massage au Hamam.

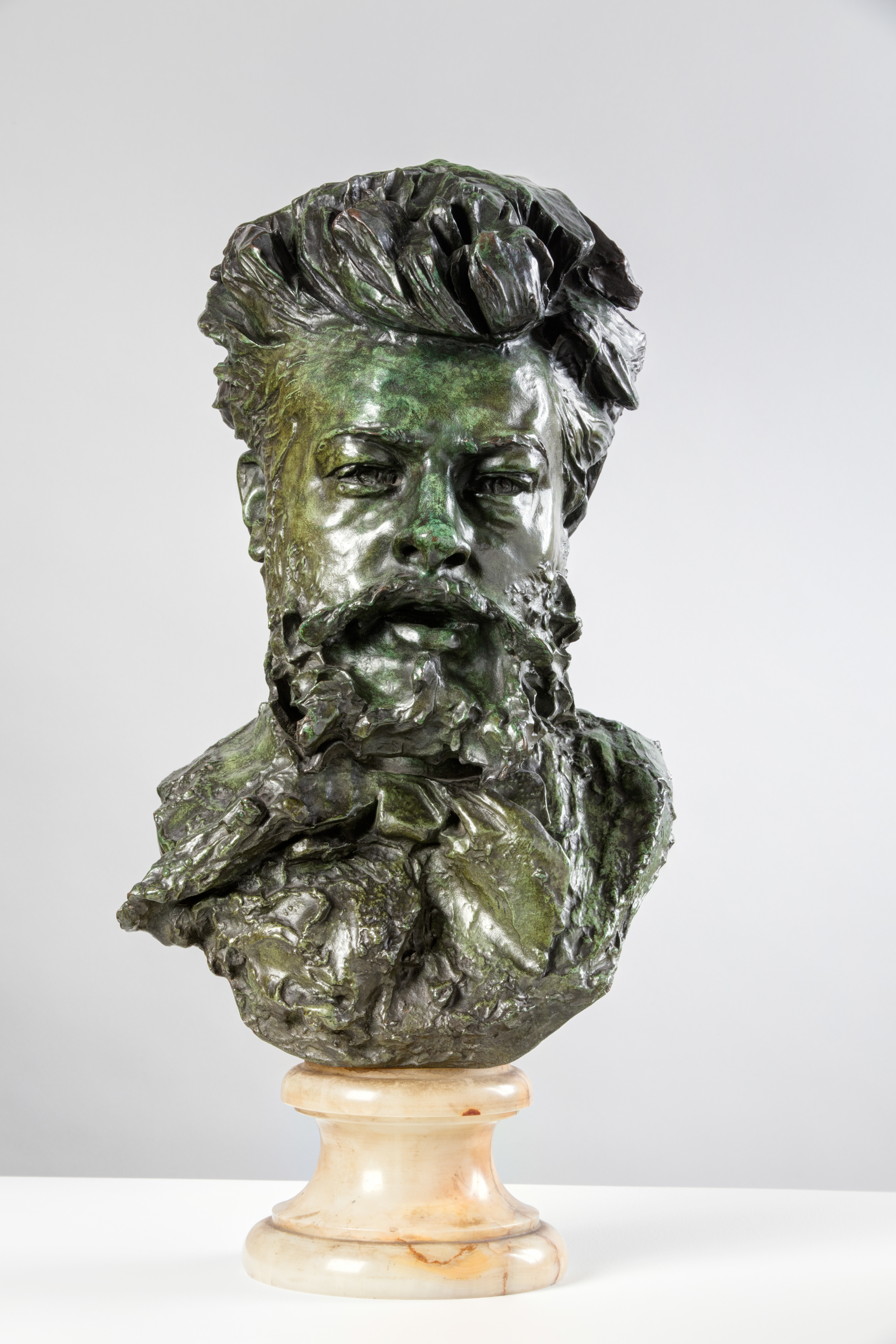
Buste de Maurice Haquette.

- Buste de Maurice Haquette, par Auguste Rodin.

## Naissances
- 1er janvier : Abel Pann, peintre, lithographe et graveur israélien originaire de l'Empire russe († 1963),
- 8 janvier : Pavel Filonov, peintre russe puis soviétique († 3 décembre 1941),
- 12 janvier : Gaston Hoffmann, peintre, décorateur, dessinateur, illustrateur et caricaturiste français († 16 décembre 1977),
- 13 janvier : François-Maurice Roganeau, peintre, illustrateur et sculpteur français († 30 juin 1973),
- 18 janvier : Maurice Joron, peintre français († 4 octobre 1937),
- 23 janvier : André Barbier, peintre français († 2 décembre 1970),
- 24 janvier : Georges Villa, dessinateur, caricaturiste, graveur, lithographe et illustrateur français († 19 novembre 1965),
- 26 janvier : Édouard Touraine, peintre et illustrateur français († 25 octobre 1916),
- 28 janvier : Gustav-Adolf Mossa, peintre symboliste français († 25 mai 1971),
- 29 janvier: Emmanuel Gondouin, peintre cubiste français († 6 janvier 1934),
- 3 février : Camille Bombois, peintre français († 11 juin 1970),
- 8 février : Pierre Galle, peintre, illustrateur et sculpteur français († 11 novembre 1960),
- 9 février : Jean-Gabriel Goulinat, peintre français († 20 juillet 1972),
- 3 mars : Sanzō Wada, costumier et peintre japonais († 22 août 1967),
- 4 mars: Léon Gambey, peintre, dessinateur et illustrateur français († 1er décembre 1914),
- 8 mars :
  - Jean-Louis Boussingault, peintre, graveur et illustrateur français († 17 mai 1943),
  - René Pinard, peintre et graveur français († 2 mai 1938),
- 15 mars :
  - József Egry, peintre hongrois († 19 juin 1951),
  - Mollie Faustman, peintre, illustratrice, journaliste et autrice suédoise († 4 janvier 1966),
- 17 mars : Charles-Clos Olsommer, peintre suisse († 3 juin 1966),
- 23 mars : Kitaōji Rosanjin, peintre japonais († 21 décembre 1959),
- 1er avril : Karl Arnold, dessinateur, caricaturiste et peintre allemand († 29 novembre 1953),
- 2 avril : Alexis Gritchenko, peintre, aquarelliste, écrivain et critique d'art russe puis soviétique († 30 janvier 1977),
- 3 avril : Frits van den Berghe, peintre, graveur et dessinateur belge († 23 septembre 1939),
- 7 avril : Gino Severini, peintre italien († 26 février 1966),
- 15 avril : Matteo Sandonà, peintre américain († 1964),
- 18 avril : Henri Charlier, peintre et sculpteur français († 24 décembre 1975),
- 27 avril : Hélène Guinepied, peintre et pédagogue française († 30 septembre 1937),
- 30 avril : Joseph Stany Gauthier, peintre, architecte-décorateur, enseignant et conservateur de musée français († 4 juin 1969),
- 1er mai : Pierre Theunis, sculpteur belge († 24 avril 1950),
- 9 mai :
  - Paula Gans, peintre austro-hongroise puis tchécoslovaque († 7 novembre 1941),
  - Pierre-Paul Montagnac, peintre et architecte décorateur français († 27 juin 1961),
- 10 mai : Renato Natali, peintre italien († 7 mars 1979),
- 15 mai : Lucian Bernhard, graphiste, affichiste, créateur de caractères, architecte d’intérieur et professeur allemand († 29 mai 1972),
- 18 mai :
  - Walter Gropius, architecte, designer et urbaniste allemand († 5 juillet 1969),
  - Hasui Kawase, peintre et illustrateur japonais († 7 novembre 1957),
- 19 mai : Émile Perrin, peintre, graveur, architecte et décorateur français († 8 janvier 1943),
- 26 mai : Désiré Cornuz, peintre paysagiste français († 17 avril 1917),
- 31 mai : Sándor Galimberti, peintre hongrois († 20 juillet 1915),
- 1er juin :
  - Dezső Czigány, peintre hongrois († 31 décembre 1937),
  - Jules Merle, peintre français († 2 janvier 1978),
- 8 juin : Henry E. Burel, peintre et illustrateur français († 4 mars 1967),
- 24 juin : Jean Metzinger, peintre et graveur français († 3 novembre 1956),
- 4 juillet : Guillaume Dulac, peintre français († 21 novembre 1929),
- 13 juillet : Hinko Smrekar, dessinateur, peintre, illustrateur et caricaturiste serbe puis yougoslave († 1er octobre 1942),
- 14 juillet : Cees van der Aa, peintre et marchand d'art néerlandais († 31 juillet 1950),
- 27 juillet : Fernand Verhaegen, peintre belge († 27 juillet 1975),
- 29 juillet : Armando Spadini, peintre italien († 31 mai 1925),
- 31 juillet: Erich Heckel, peintre allemand († 27 janvier 1970),
- 15 août : Claude Bils, peintre, dessinateur et caricaturiste français († 29 janvier 1968),
- 24 août : Amedeo Bocchi, peintre italien († 16 décembre 1976),
- 30 août :
  - Donato Frisia, peintre italien († 13 décembre 1953),
  - Theo van Doesburg, peintre néerlandais († 7 avril 1931),
- 1er septembre : Albert Schmidt, peintre suisse († 15 décembre 1970),
- 17 septembre : Henry Valensi, peintre, réalisateur, animateur et théoricien de l'art français († 21 avril 1960),
- 21 septembre : Gaston Chopard, peintre animalier, graveur et décorateur français († 19 décembre 1942),
- 26 septembre : Edmond Heuzé, peintre, dessinateur, graveur, illustrateur et écrivain français († 4 mars 1967),
- 27 septembre :
  - Émile Dorrée, peintre français († 4 février 1959),
  - Georges Le Serrec de Kervily, peintre symboliste ukrainien de naissance, d'origine française naturalisé américain († 24 février 1952),
- 1er octobre : Gabriel Deluc, peintre français († 15 septembre 1916),
- 8 octobre : Paul Loubradou, peintre et homme politique français († 7 mars 1961),
- 15 octobre :
  - Achille Mauzan, peintre, illustrateur, affichiste, sculpteur et écrivain français († 15 juin 1952),
  - André Spitz, peintre et dessinateur de timbres français († 24 août 1977),
- 20 octobre : Dmitri Koloupaïev, peintre, chef décorateur et directeur artistique russe puis soviétique († 27 mai 1954),
- 28 octobre : Clovis Cazes, peintre français († 1918 ou 1922),
- 31 octobre : Marie Laurencin, peintre français († 8 juin 1956),
- 1er novembre : Charles Gir, peintre, sculpteur, dessinateur, affichiste et caricaturiste français († 22 mars 1941),
- 10 novembre : Hashimoto Kansetsu, peintre japonais du style nihonga († 26 février 1945),
- 16 novembre :
  - Martin Bloch, peintre anglo-allemand († 19 juin 1954),
  - Édouard Richard, peintre français († 13 novembre 1955),
- 17 novembre : Eugène Blot, peintre décorateur, dessinateur, paysagiste, professeur et corniste français († 1976),
- 23 novembre : José Clemente Orozco, peintre et muraliste mexicain († 7 septembre 1949),
- 25 novembre : Paul Villiers, peintre et artiste décorateur français († 27 août 1914),
- 29 novembre : Joseph Dezitter, sculpteur sur bois, graveur, aquarelliste et écrivain français († 17 août 1957),
- 30 novembre : Louis Billotey, peintre français († 14 juin 1940),
- 1er décembre : Henriette Morel, peintre française († 24 mars 1956),
- 4 décembre :
  - Felice Casorati, peintre italien († 1er mars 1963),
  - Raymond Quibel, peintre et décorateur français († 18 septembre 1978),
- 11 décembre : Arthur Schlageter, sculpteur et peintre suisse († 30 octobre 1963),
- 14 décembre : Marie Calvès, peintre française († 26 janvier 1957),
- 16 décembre :
  - Henri Doucet, dessinateur et peintre français († 5 mars 1915),
  - Robert Dugas-Vialis, peintre français († 7 décembre 1965),
- 17 décembre : Blanka Mercère, peintre polonaise († 16 décembre 1937),
- 18 décembre : Charles Funck-Hellet, médecin, auteur et peintre luxembourgeois-français († 8 février 1976),
- 24 décembre :
  - Stojan Aralica, peintre serbe puis yougoslave († 4 février 1980),
  - Henri Hayden, peintre et graveur français d'origine polonaise († 12 mai 1970),
  - Charles Emmanuel Jodelet, peintre et illustrateur français († 3 janvier 1973),
- 25 décembre : Maurice Utrillo, peintre français († 5 novembre 1955),
- 29 décembre : Maurice Pigeon, peintre français († 6 juin 1944),
- 30 décembre : Frédéric Deshayes, peintre et lithographe figuratif français († 1970),
- ? (ou en 1882, ou le 26 septembre 1886) : Jules Schmalzigaug, peintre futuriste belge († 12 ou 13 mai 1917),
- ? :
  - Latino Barilli, peintre italien († 26 juillet 1961),
  - Gabriel Brun-Buisson, peintre français († 3 octobre 1959),
  - Frédérique Charlaix, peintre française († mai 1939),
  - George Demetrescu-Mirea, peintre roumain († 12 décembre 1934),
  - Florent, peintre français d'art brut († 1955),
  - Léopold Gottlieb, peintre polonais († 24 avril 1934),
  - Emilio Sommariva, photographe et peintre italien († 1956).

## Décès
- 5 janvier : Auguste Clésinger, peintre et sculpteur français (° 22 octobre 1814),
- 23 janvier : Gustave Doré, dessinateur, graveur et sculpteur français (° 6 janvier 1832),
- 28 janvier : John Zephaniah Bell, peintre écossais (° 1794),
- 12 février : Euphémie Didiez, peintre française (° 1er juin 1823),
- 3 mars : Prosper Lafaye, peintre, dessinateur et maître-verrier français (° 23 septembre 1806),
- 12 avril : Moritz Blanckarts, peintre allemand (° 16 avril 1839),
- 24 avril : Pierre Laplanche, peintre et sculpteur français (° 15 mars 1803),
- 30 avril : Édouard Manet, peintre français (° 23 janvier 1832),
- 6 mai : Eva Gonzalès, peintre impressionniste française (° 19 avril 1849),
- 16 mai : Ferdinand de Braekeleer, peintre et graveur belge (° 12 février 1792),
- 16 juin : Leonid Solomatkine, peintre de genre russe (° 1837),
- 2 juillet : Pierre Auguste Cot, peintre français (° 17 février 1837),
- 9 juillet : Hermanus-Franciscus Van den Anker, peintre néerlandais (° 14 juillet 1832),
- 21 juillet : Charles Guilbert d'Anelle, peintre français (° 21 novembre 1820).
- 10 août : Marie-Alexandre Alophe, peintre, lithographe et photographe français (° 1812),
- 11 août : Édouard Louis Dubufe, peintre français (° 31 mars 1819),
- 26 août : Philippe Rondé, peintre, dessinateur et illustrateur français (° 1815),
- 30 août : Gabriele Castagnola, peintre italien (° 14 novembre 1828),
- 14 octobre : Adolphe Martial Potémont, peintre, aquafortiste et graveur français (° 10 février 1827),
- 19 octobre : Enrico Gamba, peintre italien (° 3 janvier 1831),
- 5 décembre : Adrien de Boucherville, peintre français  (° 10 février 1829)
- 9 décembre : Ulysse Butin, peintre français (° 15 mai 1838),
- 26 décembre : Giacomo Di Chirico, peintre italien (° 27 janvier 1844).